# Oh Uganda, Land of Beauty
"Oh Uganda, Land of Beauty" (Tạm dịch: Ôi, Uganda, Vùng đất Tươi đẹp) là quốc ca của Cộng hòa Uganda, do George Wilberforce Kakoma viết lời và phổ nhạc. Bài hát được thông qua và trở thành quốc ca vào năm 1962, khi đất nước giành được độc lập khỏi Vương quốc Anh. Đây là một trong những bài quốc ca ngắn nhất trên thế giới. Do đó khi biểu diễn trước công chúng, bài ca thường được kéo dài nhiều lời.

## Lịch sử
Từ năm 1894 cho đến đỉnh cao của  Phi thực dân hóa trong những năm 1960, Uganda là một quốc gia bảo hộ của Vương quốc Anh trong hệ thống đế chế thuộc địa. Trong quá trình giành độc lập, một tiểu ban được thành lập nhằm xác định và bầu chọn quốc ca. Tiểu ban này tiến hành tổ chức một cuộc thi toàn quốc, quy định các tiêu chí là bài hát phải "ngắn gọn, nguyên gốc, trang trọng, mang tính ca ngợi và hướng tới tương lai".
Kết quả, lời bài hát và giai điệu do George Wilberforce Kakoma sáng tác được lựa chọn vào tháng 7 năm 1962. Ông soạn nhạc cho quốc ca trong một ngày, khi mà đêm hôm trước Đài phát thanh Uganda có thông báo về việc không có bài dự thi nào được lựa chọn là phù hợp. Bài hát chính thức thông qua vào năm 1962, năm đất nước giành được độc lập. Bài quốc ca lần đầu được trình diễn trước công chúng là tại lễ kỷ niệm đánh dấu nền độc lập, ngày 9 tháng 10 năm 1962.
Tác giả Kakoma sau đó đã kiện chính phủ vào năm 2008, tuyên bố rằng ông chưa từng được trả thù lao xứng đáng với công sức bỏ ra, do đó ông có quyền được nhận khoản thanh toán tiền bản quyền trong hơn bốn thập kỷ.  Ông cáo buộc chính phủ chỉ đưa cho ông 2.000 shilling,   tương đương chưa đến 1 bảng Anh vào năm 2008, coi đây là "dấu hiệu của lời cảm ơn".  Kakoma qua đời trước khi Tòa án Phúc thẩm Uganda bác bỏ vụ kiện vào năm 2019, cho rằng bản quyền của bài hát thuộc về chính phủ chứ không phải tác giả.

## Lời bài hát
Nguồn:
Lời bài hát tiếng Việt:
| Tiếng Anh | Tiếng Việt |
| --- | --- |
| Oh Uganda! May God uphold Thee We lay our future in thy hand, United, free, For liberty, Together we'll always stand. Oh Uganda! The land of Freedom, Our love and labor we give, And with neighbours' all, At our Country's call, In peace and friendship, we'll live. Oh Uganda! The land that Feeds us, By sun and fertile soil grown, For our own dear land, We'll always stand, The Pearl of Africa's Crown. | Ôi Uganda! Mong Chúa nâng đỡ Người, Chúng con đặt tương lai chúng con trong tay Người, Hợp nhất, độc lập, Vì tự do, Chúng con luôn sát cánh cùng nhau. Ôi Uganda! Vùng đất Tự do, Chúng con trao tình yêu và lao động, Với tất cả đất nước láng giềng, Theo tiếng gọi của Đất nước, Chúng con sống trong hòa bình và tình hữu nghị. Ôi Uganda! Vùng đất Nuôi dưỡng chúng con Bởi ánh mặt trời và vùng đất màu mỡ, Vì xứ sở thân yêu của chúng con, Chúng con luôn sát cánh, Hạt ngọc của Vương miện Phi Châu. |

## Cấu trúc
Bài ca "Oh Uganda, Land of Beauty" có thời lượng chỉ 8 nhịp. Đây là một trong những quốc ca ngắn nhất trên thế giới, cùng với quốc ca Nhật Bản.  Nhà biên soạn sách National Anthems of the World (Quốc ca trên thế giới) ông Michael Bristow, và nhạc sĩ Philip Sheppard đều công nhận quốc ca Uganda là quốc ca có thời lượng ngắn nhất.  Do đó,  khi quốc ca cất lên tại các sự kiện công chúng như các trận bóng đá quốc tế, quốc ca thường được kéo dài thành nhiều lời.